# Elsődleges lakóhely
Az elsődleges lakóhely fogalmát a termőföldről szóló 1994. évi LV. törvény 88/A valamint 88/B §§-i vezették be. Ezek a rendelkezések a Magyar Köztársaságnak az Európai Unióhoz történő csatlakozásáról szóló nemzetközi szerződés kihirdető törvény hatálybalépésének napjától hatályosak. A fogalom párja a „másodlagos lakóhely”. (en: Primary residence, secondary residence).   
A törvény 3. §-ának r) pontja szerint elsődleges lakóhely az a lakás, vagy lakás céljára szolgáló egy vagy több lakóhelyiségből álló épület vagy épületrész, továbbá belterületen lakásépítés céljára kialakított telek, ahol a tagállami állampolgár életvitelszerűen kíván tartózkodni, az s) pont szerint másodlagos lakóhely az a lakás, vagy lakás céljára szolgáló egy vagy több lakóhelyiségből álló épület, vagy épületrész, továbbá belterületen lakásépítés céljára kialakított telek, ami nem minősül elsődleges lakóhelynek;
E bekezdés t) pontja szerint tagállami állampolgár az Európai Unió tagállamának állampolgára, az Európai Gazdasági Térségről szóló megállapodásban részes állam állampolgára, valamint a nemzetközi szerződés alapján velük egy tekintet alá eső állam állampolgára.
A 88/A. § (1) bekezdése szerint a tagállami állampolgár, valamint az Európai Unió tagállamában, illetve az Európai Gazdasági Térségről szóló megállapodásban részes államban, továbbá a nemzetközi szerződés alapján velük egy tekintet alá eső államban bejegyezett jogi személy vagy jogi személyiség nélküli szervezet a Magyar Köztársaságnak az Európai Unióhoz való csatlakozásáról szóló nemzetközi szerződést kihirdető törvény hatálybalépését követően a termőföldnek nem minősülő ingatlan tulajdonjogát a belföldi személyekkel azonos feltételekkel (engedély nélkül) szerezheti meg, kivéve a másodlagos lakóhelyül szolgáló ingatlant, amelynek megszerzéséhez az említett törvény hatálybalépésétől számított öt évig (a továbbiakban: az átmeneti időszak alatt) a kormány általános hatáskörű területi államigazgatási szervének az engedélye szükséges.
A (2) bekezdés szerint, ha a tagállami állampolgár legalább négy éve folyamatosan és jogszerűen Magyarországon tartózkodik, a másodlagos lakóhelyül szolgáló ingatlan tulajdonjogát engedély nélkül szerezheti meg.
(3) A tagállami állampolgár a (2) bekezdésben foglalt feltétel fennállását az idegenrendészeti hatóság által kiállított hatósági bizonyítvánnyal igazolja. A hatósági bizonyítványt az ingatlan tulajdonjogának ingatlan-nyilvántartási bejegyzése iránti kérelemhez mellékelni kell.
88/B. § (1) Az átmeneti időszak alatt az elsődleges lakóhelyül szolgáló ingatlan tulajdonjogának engedély nélküli megszerzéséhez a tagállami állampolgárnak teljes bizonyító erejű magánokiratban vagy közokiratban nyilatkoznia kell arról, hogy elsődleges lakóhely céljára szerzi meg az ingatlant.
(2) Ha a tagállami állampolgár belterületen kialakított telek tulajdonjogát lakóhely létesítése céljából akarja megszerezni, be kell szereznie az építésügyi hatóság igazolását arról, hogy a telken lakás építhető. Az igazolást és az (1) bekezdés szerinti nyilatkozatot az ingatlan tulajdonjogának ingatlan-nyilvántartási bejegyzése iránti kérelemhez mellékelni kell.
(3) Ha a tagállami állampolgár elsődleges lakóhelyül szolgáló ingatlannal már rendelkezik, nem szerezhet ugyanezen a címen újabb ingatlant az átmeneti időszak alatt.))
A fogalom tartalmát későbbi végrehajtási jogszabályok illetve új törvények valamint a bírósági és közigazgatási gyakorlat fogja megadni. Ilyen további jogszabály Budapest Főváros Újbuda (XI. ker.) Önkormányzata helyi adókról szóló rendelete, mely adómentességet állapít meg az elsődleges lakóhelyre. (elsődleges lakóhely: az a lakás, vagy lakás céljára szolgáló egy vagy több lakóhelyiségből álló épület vagy épületrész, továbbá belterületen lakásépítés céljára kialakított telek, ahol a tagállami állampolgár életvitelszerűen kíván tartózkodni; másodlagos lakóhely: az a lakás, vagy lakás céljára szolgáló egy vagy több lakóhelyiségből álló épület, vagy épületrész, továbbá belterületen lakásépítés céljára kialakított telek, ami nem minősül elsődleges lakóhelynek)
A jogintézmény várhatóan nagy jelentőségű lesz. A Nyugat-európai tapasztalat az, hogy ismét erősödik az egyenes adózás, illetve a helyi adók szerepe. Ezek körében a helyben élők számára adható eurokonform kedvezmények körébe tartozik az elsődleges lakóhelyül szolgáló ingatlanokra adott kedvezmény.
Jogforrás: 
- A termőföldről szóló 1994 évi LV. tv. 
- Budapest Főváros XI. Kerület Újbuda Önkormányzata  építmény- és telekadóról szóló 41/2010./XII.20/ XI.ÖK rendelete